# SDARI Dolphin 57
Der Massengutschiffstyp SDARI Dolphin 57 wurde in der Volksrepublik China in einer Serie von weit über 400 Einheiten gebaut und gilt in seinem Marktsegment als Standardschiff.

## Einzelheiten
Die Dolphin-57-Baureihe wurde vom Shanghai Merchant Ship Design & Research Institute (SDARI) entworfen und seit 2005 auf zahlreichen chinesischen Werften für verschiedenste Reedereien gebaut. Die Schiffe sind als Handymax- beziehungsweise Supramax-Massengutschiffe mit achtern angeordneten Aufbauten ausgelegt. Sie haben fünf Laderäume mit jeweils eigener Luke, deren Lukendeckel hydraulisch betätigt werden. Der gesamte Laderaumrauminhalt beträgt bei Schüttgütern 71.634 m³. Zum Ladungsumschlag stehen vier mittschiffs angebrachte, hydraulische Schiffskräne zur Verfügung. Der Schiffstyp kann bei einem Entwurfstiefgang von 11,30 m rund 48.000 Tonnen und bei maximaler Abladung auf 12,80 m 57.000 Tonnen transportieren. Die Einheiten sind auf den Transport verschiedener Massengüter, wie zum Beispiel Getreide, Kohle, Mineralien inklusive verschiedener Gefahrgüter ausgelegt. Die Tankdecke der Laderäume ist für den Erztransport verstärkt ausgeführt. Es können darüber hinaus auch Sackgüter, Stahlprofile, -röhren und andere Massenstückgüter, jedoch keine Decksladungen transportiert werden.
Der Antrieb der Schiffe besteht aus einem Zweitakt-Dieselmotor. Der Motor ermöglicht eine Geschwindigkeit von etwa 14 Knoten. Es stehen mehrere Hilfsdiesel und ein Notdiesel-Generator zur Verfügung.
Aus dem SDARI Dolphin 57 ist später der zehn Meter längere Typ SDARI Dolphin 64 entwickelt worden, der bis zu 64.000 Tonnen trägt.

## Havarie derCheshireim August 2017
Auf der 2012 bei Jiangsu Jinglin Shipyard für die britische Bibby Line gebauten Cheshire (IMO-Nr. 9593646) kam es am 13. August 2017 südlich von Las Palmas zu starker Rauchentwicklung im Bereich der Laderäume. Das Schiff, das mit 40.000 Tonnen Ammoniumnitrat beladen war und sich auf dem Weg von Norwegen nach Thailand befand, wollte daraufhin einen Hafen der Kanarischen Inseln als Nothafen anlaufen. Dies wurde aus Sicherheitsgründen von den Behörden jedoch verweigert. Am 15. August 2017 wurde das Schiff evakuiert.
Nachdem das Schiff über eine Woche auf See trieb, konnte am 21. August eine Schleppverbindung zum Havaristen hergestellt werden. Der Bereich der Laderäume wurde von Hilfsschiffen mit Seewasser gekühlt. Am 27. August 2017 war keine Rauchentwicklung aus den Laderäumen mehr zu beobachten. Das Schiff wurde schließlich geborgen und nach Motril geschleppt. Hier wurde das Schiff entladen. Zunächst war vorgesehen, das Schiff anschließend zu reparieren. Es wurde dann jedoch zum Abbruch verkauft und am 2. Mai 2018 in Aliağa gestrandet.